# 貝むき

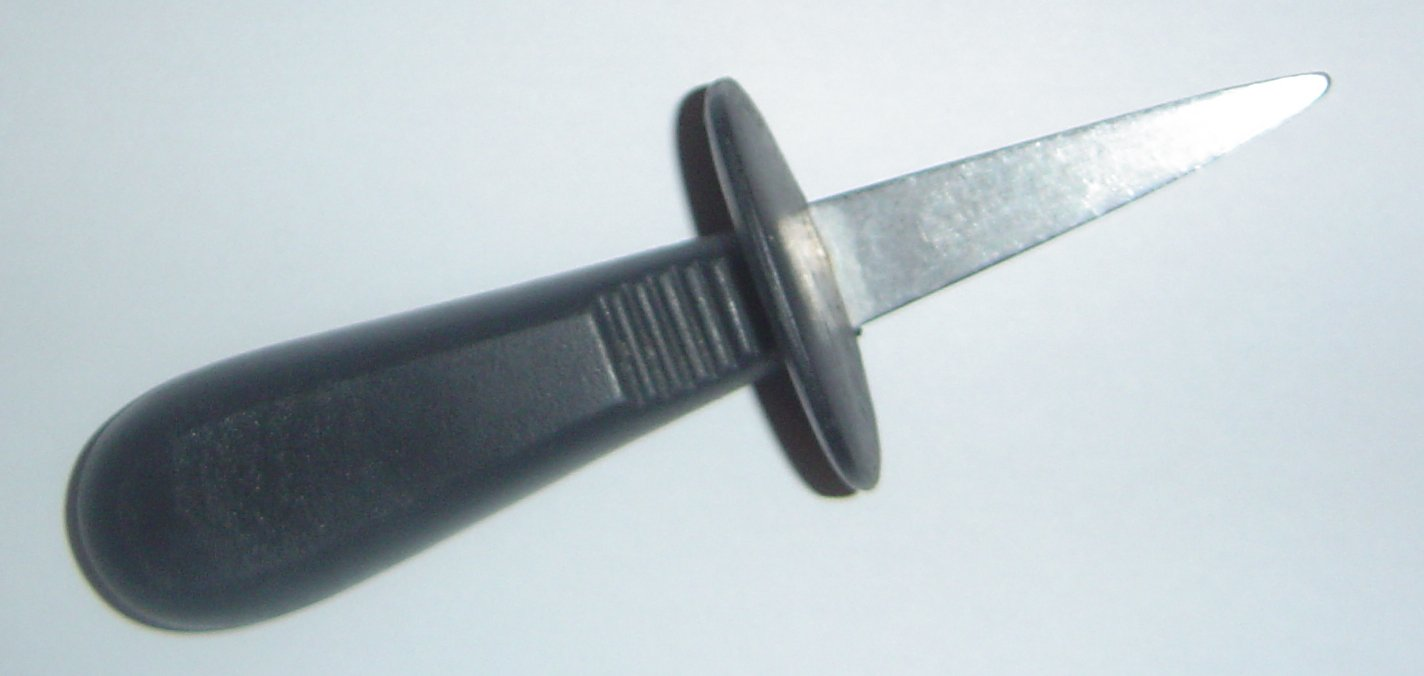
オイスターナイフ

貝むきとは、二枚貝の貝殻を剥いたり割ったりする用途で使われる調理器具。貝割りとも呼ばれる。

## 構造
貝殻をこじ開ける刃と、握るハンドルの部分から構成される。ハンドルはしっかり握れるように太めに作られている。対象となる貝殻に応じて、刃の形状には工夫が凝らされている。ミルガイ、ハマグリ、カキ、ホタテなど、種類ごとの貝殻に応じた貝むきがある。ドライバーを貝むきの代用品とすることもある。

## 素材
刃は鉄、ステンレス製が一般的。